# 타이베이 레드 라이온즈 FC
타이베이 레드 라이온즈 FC는 2021 없어진 타이완의 축구단이다.